# WHO Surgical Safety Checklist
Die WHO Surgical Safety Checklist ist ein Fragenkatalog zur Anwendung bei medizinischen Operationen. Die Weltgesundheitsorganisation WHO stellte ihn 2008 vor. Er enthält 19 Fragen in drei Teilbereichen (vor Einleitung der Narkose, vor dem ersten Schnitt des Operateurs und bevor der Patient den Operationssaal verlässt). Durch Anwendung des Fragenkatalogs konnte in umfangreichen Studien die Fehlerquote deutlich gesenkt werden, insbesondere die Endpunkte Komplikationen nach Operation und Sterblichkeit nach Operation nahmen signifikant und in klinisch relevantem Maße ab.
So fragt zum Beispiel der Chirurg den Patienten nach seinem Namen und ob er tatsächlich – wie geplant – am linken Knie operiert werden soll. Das OP-Team stellt sich untereinander einzeln vor, um sicherzugehen, beim richtigen Eingriff dabei zu sein. Im Team soll vor dem Eingriff über mögliche Komplikationen während der Operation gesprochen werden. Die Checkliste verlangt auch, dass alle medizinischen Instrumente vor und nach der OP abgezählt vorhanden sein müssen. Auf diese Weise wird sichergestellt, dass kein Tupfer oder Instrument im Patienten verbleibt. Also alles vermeintliche Selbstverständlichkeiten, die aber bei keiner OP vergessen werden dürfen.
Die Deutsche Gesellschaft für Chirurgie hat ihre Mitglieder frühzeitig auf die Checkliste der Safe Surgery Saves Lives Study Group hingewiesen und ihnen nahegelegt, sie nach Anpassung an die örtlichen Gegebenheiten im Klinikalltag routinemäßig immer zu nutzen. Auch in der Deklaration von Helsinki zur Patientensicherheit in der Anästhesiologie wird diese Checkliste gefordert.